# Phalaenopsis reichenbachiana
Phalaenopsis reichenbachiana är en orkidéart som beskrevs av Heinrich Gustav Reichenbach och Henry Frederick Conrad Sander. Phalaenopsis reichenbachiana ingår i släktet Phalaenopsis och familjen orkidéer. Inga underarter finns listade i Catalogue of Life.

## Bildgalleri

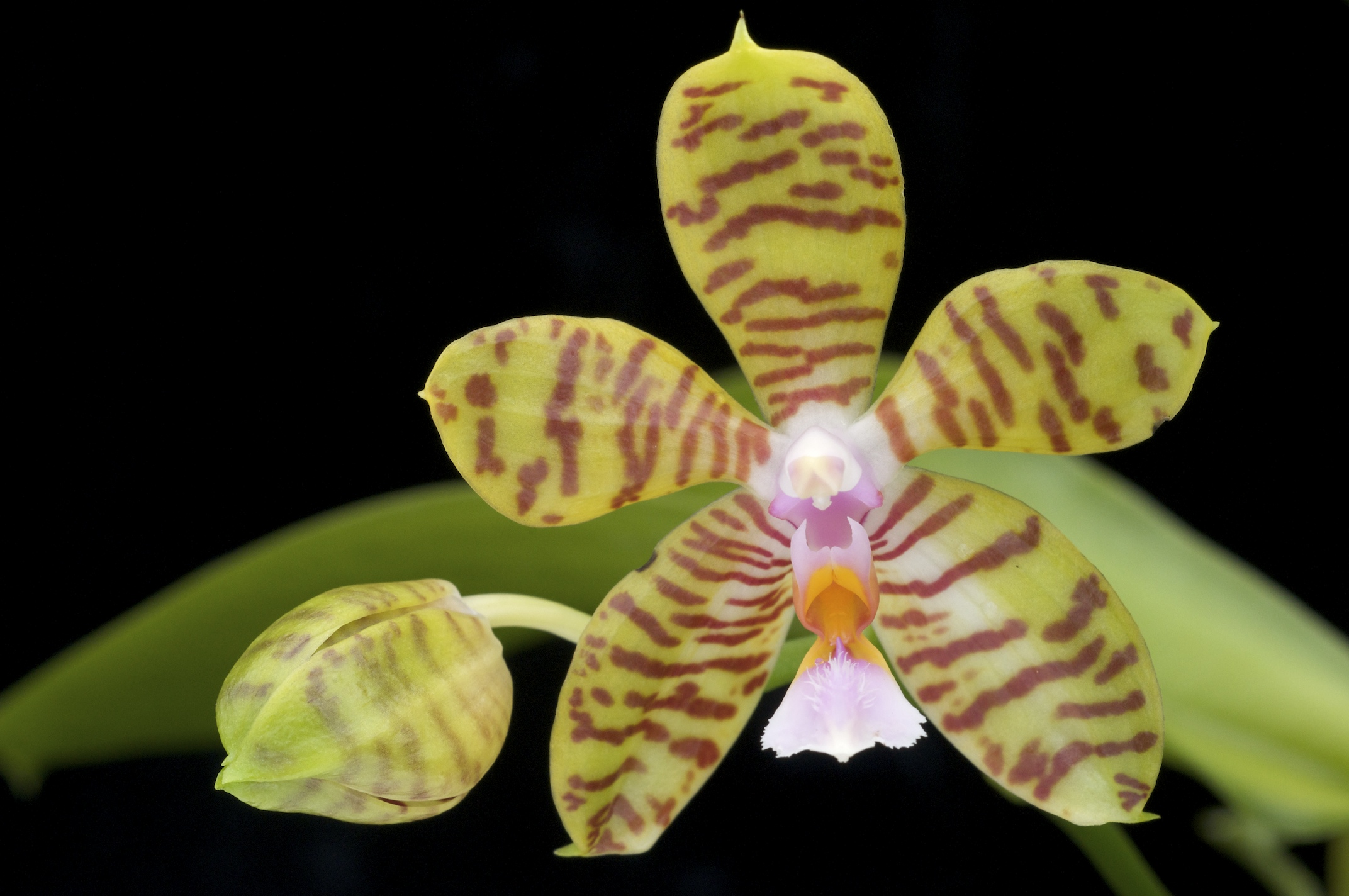